# Grad Šabec

Grad Šabec  (hrvaško Posrt, italijansko Possert, nemško Schabez), tudi poznan kot Sv. Martin, je bila trdnjava stoječa ob cesti med naseljem Paz in  Šušnjevico, v občini  Cerovlje, v Istra, na Hrvaškem, od katerega so ostale le mogočne razvaline, ki so jih nedavno zaščitili. Ruševine gradu so ostanki gradu iz 11. stoletja (Sv. Martin), oziroma od v 16. stoletju imenovanega gradu (Šabec), čeprav arheološki dokazi kažejo na drugo polovico 14. stoletja. Grad je bil močno poškodovan v Uskoški vojni v letih 1615–17. Med letoma 2009 in 2014 so bile ruševine restavrirane. V neposredni bližini ruševini gradu/trdnjave se nahaja majhna cerkev Sv. Martina dograjene leta 1367.

## Zgodovina
Ta grad je bil doslej smatran za isto trdnjavo z različnimi imeni skozi zgodovino,  Sv. Martin, Posert in Šabec, ki so bili ob več priložnostih ločeno omenjeni in grajeni, vendar to ni povsem potrjeno z arheološkimi raziskavami. Tako še vedno ni znano ali gre za isto lokacijo ali različne lokacije.
Grad povezujemo z navedbo “Castrum Sancti Martini” iz 11. stoletja, ko je bil s tem imenom omenjen v darovnici Ulrika II. mejnega grofa v Istrski marki Oglejskemu patriarhatu. V drugi polovici 14. stoletja je Sv. Martin pripadal  Pazinski grofiji. Fevdalni gospodarji so bili Gotniški ali Guteneški  gospodje, nakar je leta 1436 posest postala del družinske posesti Moysevich (Moise, Mojsijević). Pod oblastjo te družine se je območje imenovalo Posshart, okolica pa kot Possert.
V 16. stoletju je posest Mojsijevićev  in Grad Kozljak leta 1529 podedoval Jurij (ali Giorgio) Barbo, iz družine Barbo in domnevno zgradil  novo trdnjavo Šabec.  V letih 1614 in 1617, med uskoško-beneško vojno, sta bila oba Sv. Martin (ali Possert) in Šabec okupirana in razrušena. Ker je bila stara trdnjava Šabec v ruševinah in zapuščena, je baron Barbo zgradil novi grad Belaj južno od stare trdnjave Šabec. 
Na podlagi arheoloških izkopavanj so grad časovno datirali v drugo polovico 14. stoletja. To morda govori o tem, da so grad morda dali zgraditi  Goriški grofje, ki so bili lastniki območja do leta 1374, ali pa Habsburžani, ki so nasledili Goriške.

## Opis gradu
Grad je nepravilne trapezoidne oblike s stolpom. Širša stran gleda proti severu. Najbolje je ohranjen obrambni stolp, ki je bil petnadstropni in je ohranjen do višine 17 m. 